# John Eke
John Eke (Suecia, 12 de marzo de 1886-11 de junio de 1964) fue un atleta sueco, especialista en la prueba de campo través por equipo en la que llegó a ser campeón olímpico en 1912.

## Carrera deportiva
En los JJ. OO. de Estocolmo 1912 ganó la medalla de bronce en el campo través, empleando un tiempo de 46:36 segundos, llegando a meta tras el finlandés Hannes Kolehmainen (oro con 45:11 s) y su compatriota el también sueco Hjalmar Andersson (plata). También ganó la medalla de oro en el campo través por equipo, logrando 10 puntos, por delante de Finlandia (plata) y Reino Unido (bronce), siendo sus compañeros de equipo: Hjalmar Andersson y Josef Ternström.